# Eunus
Pour les articles homonymes, voir Eunus (homonymie) et Antiochus.
Eunus ou Eunous, chef de la Première Guerre servile, révolte des esclaves contre les Romains, était un esclave natif de Syrie (Apamée). 
Il réussit à acquérir une grande influence sur ses compagnons d'esclavage et se mit à la tête d'entre eux en Sicile. Il fut proclamé roi, prit le nom d'Antiochus, modela son pouvoir selon l'exemple de l'empire séleucide et rassembla une armée qui compta jusqu'à 200 000 hommes. Marie-Françoise Baslez le décrit comme « un leader inspiré, médiateur de la puissance divine » : il se présentait,  en effet, comme l'envoyé sur terre de la grande déesse syrienne Atargatis, considérée comme l'équivalent de Déméter en Sicile. Son but était de "constituer en royaume une terre donnée par la divinité". Cette idéologie appartient au modèle de la théocratie. 
Il défit plusieurs généraux romains avant d'être défait à son tour par le consul Publius Rupilius en 132 av. J.-C.. Il mourut dans une prison de Morgantina.

## Sources
- Florus, Abrégé d'histoire romaine, III, XX
- Diodore de Sicile, Histoire universelle, XXXIV
- William Smith, Dictionary of Greek and Roman Biography and Mythology, Londres, 1844